# Карнавал (фильм, 1981)
«Карнава́л» — советский художественный двухсерийный фильм, снятый в 1981 году режиссёром Татьяной Лиозновой на Киностудии имени М. Горького.

## Сюжет
В небольшом южном провинциальном городке Оханске со своей матерью живёт молодая девушка Нина Соломатина. Отец давно бросил первую семью и уехал в Москву, где с тех пор и живёт со второй женой и 12-летним сыном-школьником. Мечтающая «выучиться на артистку» Нина приезжает в Москву, но позорно проваливается на вступительных экзаменах в театральное училище. Решив попробовать поступить в следующем году, Нина остаётся в столице. Отец, поначалу взявшийся помогать выросшей без него дочери, снимает Нине отдельную квартиру, где, по его планам, дочь будет готовиться к новому поступлению в театральное училище и заниматься на подготовительных курсах. Впрочем, учиться Нина не торопится, у неё в съёмной квартире постоянно собираются компании знакомых, малознакомых и иногда вовсе незнакомых девушек и ребят, допоздна гремит музыка, молодёжь лихо отплясывает, невзирая на недовольство соседей. Иногда там даже ночует знакомая Нины ― цыганка Карма. На одной из таких вечеринок Нина случайно знакомится с молодым москвичом Никитой, которому поначалу чем-то нравится смешная наивная провинциалка, да ещё и в отдельной квартире, где он решил поселиться, находясь в ссоре с родителями. Нина, всерьёз влюбившись в Никиту и при этом будучи уверенной во взаимности чувств, планирует выйти за него замуж.
Тем не менее Нина терпит фиаско: Никита довольно скоро бросает её ради нового мимолётного увлечения. Из квартиры приходится выехать: отец пообещал, что снял квартиру на год, но заплатил хозяйке только за месяц. Хозяйка требует погасить долг, грозя судом. Случайная знакомая цыганка Карма помогает Нине, направляя к ней сына, чтобы тот привёз нужную сумму, и Нина уходит практически на улицу. Девушке приходится нелегко: она работает в фирме «Заря» (няней, помощницей по хозяйству, курьером). Сама она при этом живёт в школе, куда её пускает ночевать сторожиха. Впрочем, Нина отправляет часть зарабатываемых денег в Оханск матери, откладывает деньги, чтобы вернуть их отцу, не желая после всей истории с квартирой быть перед ним в долгу.
На одном из служебных заданий она попадает в дом бывшего возлюбленного Никиты, где ей нужно подготовить всё к праздничному банкету. Никиту смущает присутствие Нины в его доме, но Нина держится невозмутимо. Пригласив её на танец во время банкета, он угрожает, что расскажет её руководству, будто бы та украла деньги из их дома. Поражённая Нина уходит из дома Никиты. Уже на улице Никита догоняет её и просит прощения, говоря, что появление Нины пробудило в нём приятные воспоминания и он теперь не может спокойно спать. Нина говорит Никите, что не сердится на него, потому как чувства к нему давно перегорели.
Кажется, судьба снова дарит Нине шанс быть поближе к своей мечте, когда она устраивается на работу в мюзик-холл. Ей даже удаётся выйти на сцену, дабы заменить заболевшего медведя, который исполняет номер на сцене. Однако её навыков катания на роликовых коньках хватает лишь на то, чтобы разгромить сцену и вызвать гомерический хохот в зале. Нину увольняют, она вновь вынуждена вернуться в «Зарю».
После долгого отсутствия, Нина вновь встречается с отцом. Говоря с ним крайне скупо и спокойно, она возвращает ему деньги, бросив на прощание фразу: «Хочешь, я тебе когда-нибудь позвоню?»
Работая нянечкой для маленького Коли Ремизова, она несколько сближается с его отцом, который переживает развод с женой. Возможно, между старшим Ремизовым и Ниной зародилась симпатия. Но всё ограничилось лишь свиданием, прогулкой по Москве с поеданием пирожков.
Переживая все эти коллизии, Нина начинает понимать, что большой город — это вовсе не вечный карнавал, который она нарисовала в своём воображении, и, повзрослевшая, но не сломленная, возвращается к себе домой — заботиться о заболевшей матери.
Фильм заканчивается сценой, в которой Нина Соломатина предстаёт знаменитой певицей, выступающей при полном зале. Неясно, что это значит: вернувшаяся домой Нина вновь представляет себя той, кем ей не удалось стать, или же она всё-таки стала артисткой. Тем не менее в документальной передаче о фильме было заявлено, что мечта Нины, согласно замыслу Татьяны Лиозновой, в конце концов исполнилась.

## В ролях
- Ирина Муравьёва — Нина Михайловна Соломатина
- Юрий Яковлев — Михаил Иосифович Соломатин, отец Нины, художник-оформитель
- Клара Лучко — Жозефина Викторовна, вторая жена Соломатина
- Александр Абдулов — Никита, студент-москвич
- Вера Васильева — мама Никиты
- Алевтина Румянцева — мама Нины
- Екатерина Жемчужная — Карма, цыганка, московская подруга Нины
- Александр Михайлов — Ремизов, отец мальчика Коли
- Лидия Смирнова — председатель приёмной комиссии
- Вадим Андреев — Вадим Артурович, режиссёр самодеятельного театра
- Зинаида Воркуль — баба Зинаида
- Борис Морозов — Александр Тимофеевич Николаенко, художник
- Вячеслав Баранов — Евгений, ухажёр Нины
- Валентина Титова — хозяйка квартиры

## Съёмочная группа
- Автор сценария: Анна Родионова, Татьяна Лиознова (участие)
- Режиссёр: Татьяна Лиознова
- Оператор-постановщик: Пётр Катаев
- Композитор: Максим Дунаевский
- Директор картины — Георгий Федянин

## Музыка и песни
- «Позвони мне, позвони…»[2]
- «Пусть не меркнут огни ваших радостных глаз»
- «Спасибо, жизнь!»

Песни для фильма исполнила Жанна Рождественская — несмотря на то, что Ирина Муравьёва сама умела прилично петь, Татьяна Лиознова хотела, чтобы вокал был более профессиональным. Хотя Ирине Муравьёвой исполнение Жанны Рождественской в целом понравилось, она всё же была недовольна, что ей не дали спеть своим голосом, и в 1983 году фирма «Мелодия» выпустила гибкую (моно) и твёрдую (стерео) грампластинку-«миньон» со шлягером «Позвони мне, позвони…» в исполнении И. Муравьёвой, чья версия моментально была взята на тираж для выпуска на других пластинках Всесоюзной студии грамзаписи (включая журнал «Кругозор») и многочисленных эфиров на Всесоюзном радио. В результате этого песня долгие годы звучала только в исполнении Ирины Муравьёвой.
Также в фильме звучат песня «Never Can Say Goodbye» в исполнении Глории Гейнор, «Il tempo se ne va» Адриано Челентано и инструментальная композиция «Зодиак» одноимённой группы.
В съёмках фильма принимал участие ансамбль танца «Ритмы планеты» под руководством Б. Санкина.

## Награды и достижения
- Фильм занял 9-е место по итогам проката 1982 года — 30,4 млн зрителей.
- Лидер телевизионного рейтинга (1998, данные агентства «Телескоп») — 22,5 %.
- Ирина Муравьёва за исполнение главной роли признана лучшей актрисой 1982 года по результатам опроса читателей журнала «Советский экран».